# Abrahão Farc
Abram Jacob Szafarc (São Paulo, 28 de julho de 1937 — São Paulo, 24 de setembro de 2012), mais conhecido como Abrahão Farc, foi um ator brasileiro.

## Biografia
A estréia do ator, que assumiu o nome de Abrahão Farc, foi nos palcos em 1962, no espetáculo “A Visita da Velha Senhora”.
Em 1968, começou a aparecer em Cinema, estreando em “Anuska, Manequim e Mulher".
Na Televisão ele chegou em 1970, na TV Tupi, para viver o padre Rozendo na novela “O Meu Pé de Laranja Lima”, dentre outras novelas.
Também atuou em novelas da Bandeirantes, Rede Globo e TV Record. Abrahão Farc faleceu em 24 de setembro de 2012, aos 75 anos de idade na capital paulista, após sofrer uma queda em casa, o que lhe provocou um trauma na cabeça.

## Carreira

### Televisão
| Ano     | Título                     | Personagem               | Notas                          |
| ------- | -------------------------- | ------------------------ | ------------------------------ |
| 2011    | 9mm: São Paulo             | Borja                    | Episódio: "Flor do mal"        |
| 2009    | Revelação                  | Pai adotivo de Margareth |                                |
| 2007    | Sete Pecados               | Silas                    |                                |
| 2002    | Marisol                    | Dr. Heitor               |                                |
| 1999    | Força de um Desejo         | Padre Olinto             |                                |
| 1998    | A História de Ester        | Abner                    |                                |
| 1998    | Você Decide                | —                        | Episódio: "Dupla Traição"      |
| 1997    | Você Decide                | —                        | Episódio: "As Regras do Jogo " |
| 1997    | Malhação                   | Nestor                   |                                |
| 1996    | A Última Semana            | —                        |                                |
| 1991    | Salomé                     | Albino                   |                                |
| 1990    | Mico Preto                 | Juca                     |                                |
| 1988    | Vida Nova                  | Abrahão                  |                                |
| 1987    | O Outro                    | Velho do asilo           |                                |
| 1986    | Tudo ou Nada               | Salomão                  |                                |
| 1986    | Dona Beija                 | Coronel Paulo Sampaio    |                                |
| 1985    | De Quina pra Lua           | Moshe                    |                                |
| 1984    | Livre para Voar            | Lau                      |                                |
| 1984    | Meu Destino É Pecar        | Saul                     |                                |
| 1984    | A Máfia no Brasil          | —                        | [ 3 ]                          |
| 1983    | Moinhos de Vento           | —                        |                                |
| 1982    | Campeão                    | Matias                   |                                |
| 1982    | Os Imigrantes - 3ª Geração | Domingues                |                                |
| 1982    | Avenida Paulista           | Artur                    |                                |
| 1982    | O Coronel e o Lobisomem    | Padre Malaquias          |                                |
| 1981    | Partidas Dobradas          | Hermano                  |                                |
| 1981    | O Fiel e a Pedra           | —                        |                                |
| 1980    | Dulcinéa Vai à Guerra      | Eugênio                  |                                |
| 1979    | Gaivotas                   | Júlio                    |                                |
| 1979    | Salário Mínimo             | Osório                   |                                |
| 1977    | O Profeta                  | Piragibe                 |                                |
| 1976    | O Julgamento               | Procópio                 |                                |
| 1976    | Xeque-Mate                 | Salomão                  |                                |
| 1975    | A Viagem                   | Tibério                  |                                |
| 1975    | Ovelha Negra               | Vital                    |                                |
| 1974    | Ídolo de Pano              | Guilherme                |                                |
| 1974    | O Machão                   | Calixto                  |                                |
| 1973    | Mulheres de Areia          | Marujo                   |                                |
| 1972    | Camomila e Bem-me-quer     | Lula                     |                                |
| 1972    | Bel-Ami                    | —                        |                                |
| 1972    | Na Idade do Lobo           | —                        |                                |
| 1971    | Nossa Filha Gabriela       | Romeu                    |                                |
| 1970    | O Meu Pé de Laranja Lima   | Padre Rozendo            |                                |
| 1969/70 | Dez Vidas                  |                          |                                |
| 1969    | A Menina do Veleiro Azul   | —                        |                                |

### No cinema
| Ano  | Título                                              | Personagem                | Notas                            |
| ---- | --------------------------------------------------- | ------------------------- | -------------------------------- |
| 2012 | Luz nas Trevas – A Volta do Bandido da Luz Vermelha | Vítima                    |                                  |
| 2011 | A Grande Viagem                                     | Vovô Mário                | Curta-metragem                   |
| 2006 | O Cheiro do Ralo                                    | Homem dos soldadinhos     |                                  |
| 2006 | O Ano em Que Meus Pais Saíram de Férias             | Anatol                    |                                  |
| 2005 | Cafundó                                             | Juiz                      |                                  |
| 2004 | Como Fazer um Filme de Amor                         | Mordomo                   |                                  |
| 2004 | Nina                                                | Sr. Freak                 |                                  |
| 1994 | Amor!                                               | Lexicógrafo               | Curta-metragem                   |
| 1993 | Alma Corsária                                       | suicida                   |                                  |
| 1992 | Oswaldianas                                         | Rafael                    | Segmento: "Perigo Negro"         |
| 1987 | Vera                                                | Funcionário da Biblioteca |                                  |
| 1986 | Nem Tudo é Verdade                                  | Homem                     |                                  |
| 1983 | Sadismo - Aberrações Sexuais                        | Abrão                     |                                  |
| 1981 | A Noite das Depravadas                              | Delegado                  |                                  |
| 1980 | Ato de Violência                                    | diretor da cadeia         |                                  |
| 1978 | O Estripador de Mulheres                            | Místico                   |                                  |
| 1977 | Belas e Corrompidas                                 | Conferencista             |                                  |
| 1976 | O Mulherengo                                        | Charreteiro               |                                  |
| 1976 | Excitação                                           | Delegado                  |                                  |
| 1976 | Tiradentes, o Mártir da Independência               | Sebastião Ferreira Leitão |                                  |
| 1975 | Cada um Dá o que Tem                                | Garçom                    | Segmento: "Cartão de Crédito"    |
| 1975 | O Predileto                                         | Mestre de obras           |                                  |
| 1973 | O Detetive Bolacha contra o Gênio do Crime          | —                         |                                  |
| 1971 | Bang Bang                                           | homem gordo               |                                  |
| 1970 | Em Cada Coração um Punhal                           | Turista                   | Segmento: "O Filho da Televisão" |
| 1969 | A Mulher de Todos                                   | Turista                   |                                  |
| 1968 | As Amorosas                                         | Cunhado de Marcelo        |                                  |
| 1968 | Anuska, Manequim e Mulher                           | —                         | [ 6 ]                            |

## Teatro[7]
- A Vida Impressa em Dólar (1961)
- A Visita da Velha Senhora (1962)
- O Melhor Juiz, o Rei (1963)
- Pequenos Burgueses (1963)
- O Filho do Cão (1964)
- Andorra (1964)
- Os Inimigos (1966)
- Quatro num Quarto (1966)
- A Vida Impressa em Dolar (1966)
- O Rei da Vela (1967)
- Um Inimigo do Povo (1969)
- A Comédia Atômica (1969)
- O Bravo Soldado Schweik (1970)
- Tambores na Noite (1972)
- Caiu o Ministério (1973)
- Leonor de Mendonça (1974)
- Equus (1975)
- A Morte do Caixeiro Viajante (1977)
- No Sex Please (1978)
- A Ópera do Malandro (1979)
- Afinal Uma Mulher de Negócios (1981)
- Grande e Pequeno (1985)
- O Amante Descartável (1987)
- O Inspetor Geral (1994)
- Da Gota Serena (1994)
- Tio Vânia  (1998)
- O Jardim das Cerejeiras (2000)
- Anna Weiss (2005)
- Imperador e Galileu (2008)
- O Casamento Suspeitoso (2011)